# アレクサンドロス5世
アレクサンドロス5世またはマケドニアのアレクサンドロス5世（希: Ἀλέξανδρος Ε' ὁ Μακεδών 、? - 紀元前294年）は、アンティパトロス朝のマケドニア王（在位：紀元前297年 - 紀元前294年）である。

## 生涯
アレクサンドロスは、カッサンドロスとアレクサンドロス3世（大王）の異母妹であるテッサロニカとの末子（三男）である。。彼はマケドニア王として兄のアンティパトロス2世とともに紀元前297年から紀元前294年の間、国を共同統治していたが、アンティパトロス2世が母親を殺害し、アレクサンドロスは王位を奪われてしまったため、ピュロスとデメトリオス1世に助けを求め、王位を奪い返そうとした。
歴史家のプルタルコスによれば、ピュロスには同盟の見返りにアンブラキア地方、アカルナニア地方、アンピロキア地方とともに、マケドニアの海岸地帯を与えることを約束した。一方、デメトリオスはピュロスが撤退し、アレクサンドロスとアンティパトロスの間で和解が成立した後に到着したため、もはや厄介な存在となっていた。そのためアレクサンドロスは表向きは彼を温かくもてなしたが、晩餐会の間に彼を暗殺する計画を立てていたという。しかし、計画はデメトリオスの予見により妨害された。翌日、デメトリウスが出発すると、アレクサンドロスはテッサリアまで彼に付き添い、到着後のラリッサで食事を共にした。そして警備を付けていなかった彼は、同伴していた彼の友人と共にそこで暗殺された。